# それでも恋するバルセロナ
『それでも恋するバルセロナ』（それでもこいするバルセロナ、Vicky Cristina Barcelona）は、2008年公開のアメリカ・スペイン合作映画。
ウディ・アレン監督・脚本作品。第61回カンヌ国際映画祭特別招待作品として上映。第66回ゴールデングローブ賞作品賞 (ミュージカル・コメディ部門)受賞。ペネロペ・クルスが第81回アカデミー賞助演女優賞を受賞。

## ストーリー
アメリカ人のヴィッキーとクリスティーナは、親友同士。共通項が多い二人だが、恋愛に関する考え方だけはまったく違っていた。ヴィッキーはカタルーニャに関する論文を書くため、クリスティーナは短編映画を撮り終えて気分を変えたかったため、二人でスペイン・バルセロナを訪れる。ヴィッキーの親戚の家に滞在する二人だが、ある画廊で開かれたパーティで画家のフアン・アントニオと出会う。フアン・アントニオはいきなり二人をこの週末、オビエドに連れて行きたい、もしその気になったら二人と寝てもいいと語る。ぶしつけな申し出にヴィッキーは怒るが、クリスティーナは彼に惹かれ、結局二人はフアン・アントニオと共にオビエドを訪問することになる。しかしオビエドでクリスティーナは体調を崩し、フアン・アントニオとヴィッキーは二人きりで過ごすことになってしまう。最初は反発していたヴィッキーだが、次第にフアン・アントニオに惹かれていき、婚約者がいるにもかかわらず一夜を共にしてしまう。
そんな経緯を知らないクリスティーナは、バルセロナに戻ってからフアン・アントニオと同棲を始める。そこへフアン・アントニオの元妻マリア・エレーナが現れる。

## キャスト
| 役名               | 俳優                               | 日本語吹替 |
| ------------------ | ---------------------------------- | ---------- |
| フアン・アントニオ | ハビエル・バルデム                 | 山路和弘   |
| ヴィッキー         | レベッカ・ホール                   | 小松由佳   |
| マリア・エレーナ   | ペネロペ・クルス                   | 田中敦子   |
| クリスティーナ     | スカーレット・ヨハンソン           | 坂本真綾   |
| ジュディ・ナッシュ | パトリシア・クラークソン           | 滝沢ロコ   |
| マーク・ナッシュ   | ケヴィン・ダン                     | 鈴森勘司   |
| ダグ               | クリス・メッシーナ                 | 荻野晴朗   |
| ナレーター         | クリストファー・エヴァン・ウェルチ | 中村正     |

## 製作の背景
映画の製作費10%が撮影したカタルーニャ地方の税金からの出資だったが、英語の作品となり、地元市民から猛反発を受けた。
スカーレット・ヨハンソンは『マッチポイント』、『タロットカード殺人事件』に続いて、3度目のウディ・アレン作品に出演。